# Yuri Kisil
 (février 2025).
Yuri Kisil, né le 18 septembre 1995 à Calgary, est un nageur canadien, spécialiste de nage libre.

## Biographie
Aux Jeux panaméricains de 2015, il décroche trois médailles, toutes sur les relais.
Aux Championnats du monde 2015, il obtient une médaille de bronze sur le relais 4 x 100 mètres nage libre mixte.
Aux Jeux olympiques de Rio 2016, il est demi-finaliste du 100 mètres nage libre (10e).

## Palmarès

### Championnats du monde
- Championnats du monde 2015 :
  -  Médaille de bronze au relais 4 × 100 mètres nage libre mixte
- Championnats du monde 2017 :
  -  Médaille de bronze au relais 4 × 100 mètres nage libre mixte
  -  Médaille de bronze au relais 4 × 100 mètres 4 nages mixte

### Championnats du Monde petit bassin
- Championnats du monde 2024:  Médaille d'argent au relai 4X50 mètres nage libre mixte
- Championnats du monde 2021:  Médaille d'or au relai 4X50 mètres nage libre mixte
- Championnats du monde 2016:  Médaille de bronze au relai 4X50 mètres nage libre mixte

### Jeux Panaméricains
- Jeux Panaméricains 2015:
  -  Médaille d'argent au relai 4X100 mètres nage libre
  -  Médaille de bronze au relai 4X200 mètres nage libre
  -  Médaille de bronze au relai 4X100 mètres 4 nages[1]